# John C. Reilly
John Christopher Reilly (sinh ngày 24 tháng 5 năm 1965) là một diễn viên, diễn viên hài, ca sĩ, nhà văn người Mỹ. Sau khi ra mắt lần đầu trong phim đầu tiên Casualties of War, Reilly là một trong những diễn viên có sự nghiệp được Brian De Palma khởi đầu.
Ông diễn xuất trong hơn 50 phim, bao gồm ba bộ phim riêng biệt trong năm 2002 đều được đề cử Academy Award for Best Picture (Gangs of New York, Chicago, và The Hours). Reilly đã được đề cử một Academy Award for Best Supporting Actor cho vai diễn Chicago và một Grammy Award cho bài hát "Walk Hard", ông biểu diễn trong Walk Hard: The Dewey Cox Story. Reilly đã bắt đầu trong Check It Out! with Dr. Steve Brule, một chương trình truyền hình trên Adult Swim, từ khi chương trình ra mắt buổi đầu tiên ngày 16 tháng 5 năm 2010.
Reilly hiện cũng diễn với nhóm của mình John Reilly & Những người bạn và đã làm một diễn viên sân khấu, diễn chung trong vở kịch True West (2000), mà nhờ đó ông được đề cử một giải Tony Award for Best Actor in a Play.